# برتا

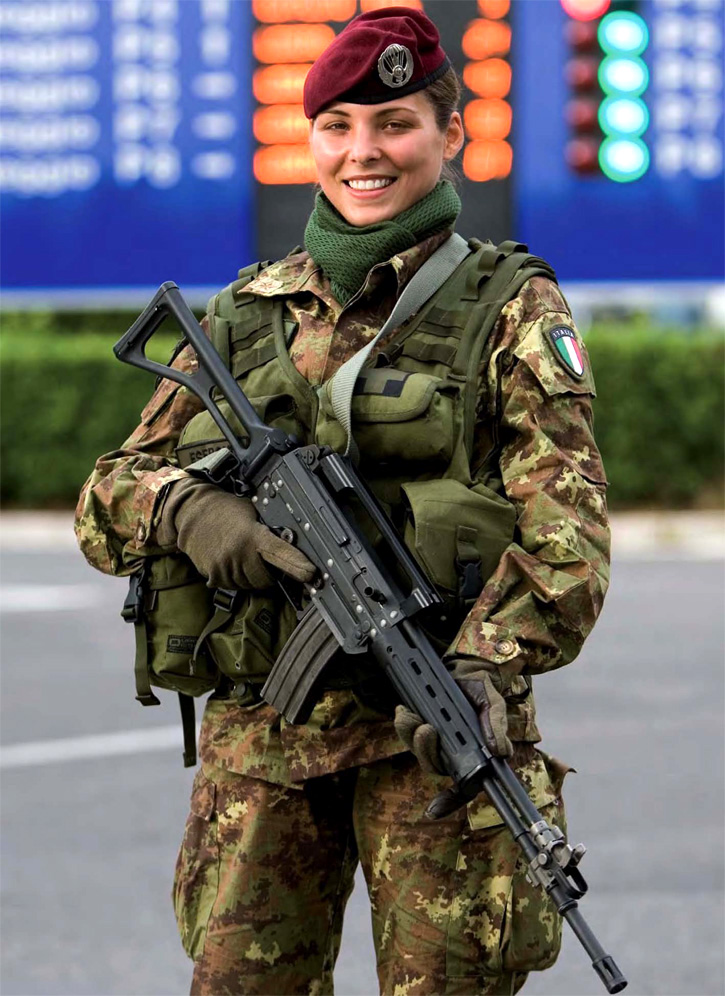
برتا آآر ۹۰ سلاح سازمانی ارتش ایتالیا

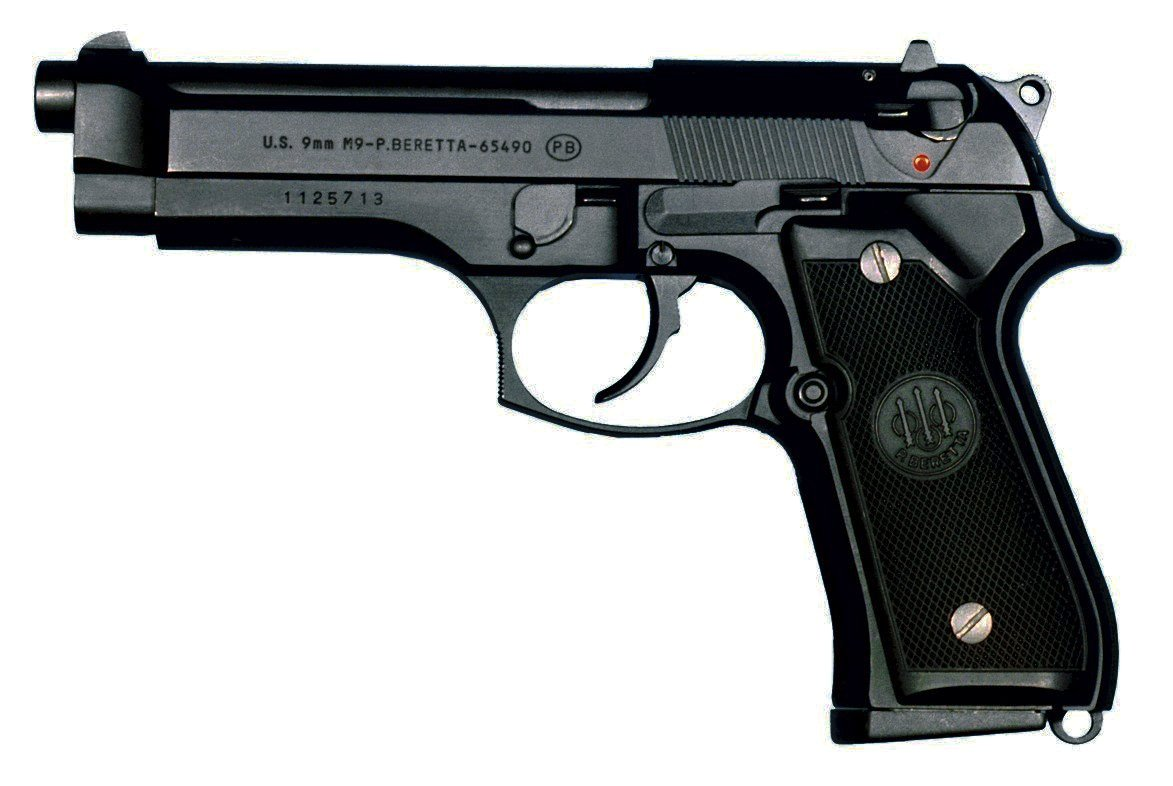
برتا ام۹

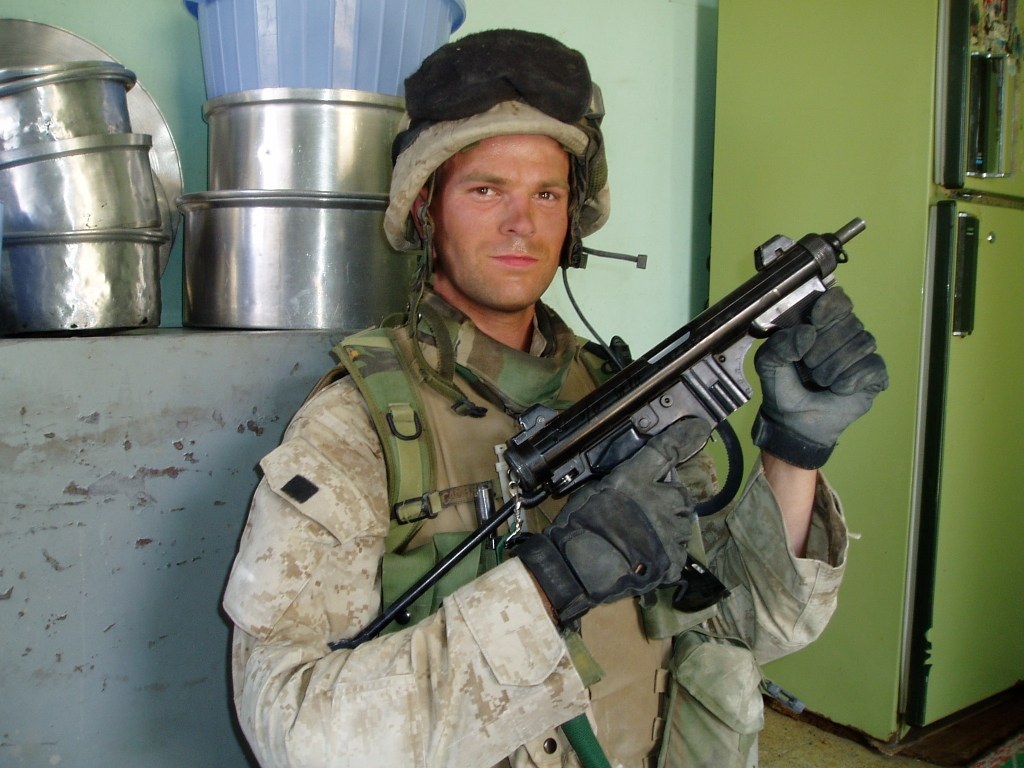
مسلسل دستی برتا ام۱۲ که از سربازان در جنگ عراق ضبط شده‌است

کارخانه اسلحه‌سازی برِتا (به ایتالیایی: Fabbrica d’Armi Pietro Beretta) که دفتر مرکزی آن در شهر گاردونه وال ترومپیا (Gardone Val Trompia) در استان شمالی لمباردی قرار دارد یکی از بزرگ‌ترین کارخانه‌های جنگ‌افزار سازی ایتالیا است که انواع مختلف سلاح‌های شکاری، رزمی و ورزشی را تولید می‌کند و قدیمی‌ترین کارخانه اسلحه سازی دنیا محسوب می‌شود.
این کارخانه تقریباً در پانصد سال پیش یعنی در سال ۱۵۲۶ میلادی در مدارک شهری ثبت شده و از آن تاریخ در نسل پانزدهم به‌دست خانواده برتا اداره می‌شود. بنیانگذار این کارخانه اسلحه‌سازی به نام «بارتولومئو ماسترو برتا» اهل ونیز بود. او اسلحه ساز شهر و استان محسوب می‌شد و برای ارتش منطقه کار می‌کرد.
امروز این کارخانه ۳۰۲۰ کارمند دارد و فروش سالانه آن تقریباً برابر ۶۲۴ میلیون یورو (سال ۲۰۱۵) برآورد شده‌است. محصولات برتا شامل انواع مختلف تفنگ‌های ساچمه‌ای، تفنگ‌های شکاری، تفنگ‌های تهاجمی، مسلسل‌های دستی، تفنگ‌های گلنگدنی و کمرشکن، پیستول‌های نیمه‌اتوماتیک و اتوماتیک و انواع رولور می‌شود. در بخش اسلحه‌های رزمی، سازمان‌های پلیس و ارتشهای جهان از خریداران بزرگ محصولات شرکت برتا هستند. از موفق‌ترین محصولات این شرکت می‌توان سلاح کمری برتا ام۹ را نام برد که شرکت برتا، پس از برنده شدن در یک مناقصه بین‌المللی در سال ۱۹۸۵ جهت تولید ۵۰۰ هزار قبضه اسلحه کمری، برای ارتش آمریکا به عنوان «اسلحه کمری استاندارد» از دهه ۱۹۸۰ تاکنون در حال تولید آن است. برتا پس از موفقیت در این رقابت کارخانه برتا یواس‌آ را در مریلند آمریکا تأسیس کرد. علاوه بر ارتش آمریکا بیش از ۲۰ کشور دیگر جهان برتا ام۹ را به عنوان سلاح کمری سازمانی ارتش یا نیروی پلیس خود برگزیده‌اند.
سلاح سازمانی کنونی ارتش ایتالیا یعنی تفنگ تهاجمی ۵٫۵۶ م‌م برتا آآر ۷۰/۹۰ و سلاح سازمانی پیشین آن‌ها یعنی تفنگ جنگی ۷٫۶۲ م‌م برتا ب‌ام ۵۹، برتا ام۱۹۳۸ مسلسل دستی اصلی ایتالیایی‌ها در جنگ جهانی دوم و برتا ام۱۲ مسلسل دستی استاندارد ارتش ایتالیا از سال ۱۹۵۹ تاکنون که به ایران نیز صادر شد، و همچنین برتا ام۱۹۳۴ سلاح کمری سازمانی ارتش ایتالیا در جنگ جهانی دوم، و برتا ام۱۹۵۱ سلاح کمری سازمانی ارتش ایتالیا در دوران جنگ سرد که در عراق هم با نام طارق تولید می‌شود و سلاح کمری سازمانی نیروهای مسلح این کشور است از دیگر محصولات موفق طراحی شده توسط کارخانه برتا هستند.